# Tomáš Šmíd
Tomáš Šmíd (* 20. května 1956 Plzeň, Československo) je bývalý československý tenista. Zvítězil na devíti turnajích okruhu ATP ve dvouhře a na 54 ve čtyřhře. Celkem hrál ve 130 finálech na turnajích ATP. V roce 2009 mu patřilo s 54 deblovými vítězstvími 9. místo v historickém žebříčku počtu titulů na turnajích ATP.
Na žebříčku ATP ve dvouhře byl nejvýše na 11. místě, ve čtyřhře pak na 1. místě. Světovou deblovou jedničkou byl nepřetržitě od 17. prosince 1984 do 29. července 1985. Ve čtyřhře vyhrál spolu s Australanem Johnem Fitzgeraldem dva grandslamy US Open 1984 a French Open 1986. S Miloslavem Mečířem pak zvítězil na Turnaji Mistrů v roce 1987.
Po ukončení tenisové kariéry žije v Itálii.

## Reprezentace v Davisově poháru
Tomáš Šmíd debutoval v Davis cupu v dubnu 1977 proti Irsku, poslední zápas jako hráč odehrál v únoru 1989 proti Sovětskému svazu. V roce 1980 vyhrál spolu s Lendlem pro Československo Davisův pohár. Celkem byl v DC nominovaný k 36 zápasům, ve kterých odehrál 37 dvouher a 30 čtyřher.

## Finále na turnajích Grand Prix a ATP Tour (130)
| Legenda (před/od 2009)            |
| D – dvouhra; Č – čtyřhra          |
| Grand Slam                        |
| Tennis Masters Cup / WCT Finals   |
| ATP Masters Series                |
| Grand Prix / International Series |

### Dvouhra: 28 (9–19)
| Stav      | Č.  | Datum | Turnaj                      | Povrch    | Soupeř ve finále | Výsledek                |
| --------- | --- | ----- | --------------------------- | --------- | ---------------- | ----------------------- |
| vítěz     | 1.  | 1978  | Sarasota, USA               | antuka    | Nick Saviano     | 7–6, 0–6, 7–5           |
| finalista | 1.  | 1978  | Monte Carlo, Monako         | antuka    | Raúl Ramírez     | 3–6, 3–6, 4–6           |
| finalista | 2.  | 1978  | Madrid, Španělsko           | antuka    | José Higueras    | 7–6, 3–6, 3–6, 4–6      |
| vítěz     | 2.  | 1979  | Stuttgart, Německo          | antuka    | Ulrich Pinner    | 6–4, 6–0, 6–2           |
| finalista | 3.  | 1979  | Hilversum, Nizozemsko       | antuka    | Balázs Taróczy   | 2–6, 2–6, 1–6           |
| vítěz     | 3.  | 1980  | Stuttgart, Německo          | tvrdý (h) | Mark Cox         | 6–1, 6–3, 5–7, 1–6, 6–4 |
| finalista | 4.  | 1980  | Vídeň, Rakousko             | antuka    | Ángel Giménez    | 6–1, kont.              |
| vítěz     | 4.  | 1980  | Bologna, Itálie             | antuka    | Paolo Bertolucci | 7–5, 6–2                |
| finalista | 5.  | 1981  | Frankfurt, Německo          | antuka    | John McEnroe     | 2–6, 3–6                |
| finalista | 6.  | 1981  | Ženeva, Švýcarsko           | antuka    | Björn Borg       | 4–6, 3–6                |
| vítěz     | 5.  | 1982  | Mexico City WCT, Mexiko     | antuka    | John Sadri       | 3–6, 7–6, 4–6, 7–6, 6–2 |
| finalista | 7.  | 1982  | Mnichov-2 WCT, Německo      | antuka    | Ivan Lendl       | 6–3, 3–6, 1–6, 2–6      |
| vítěz     | 6.  | 1982  | Cap d'Agde WCT, Francie     | antuka    | Lloyd Bourne     | 6–3, 6–4, 5–7, 6–2      |
| finalista | 8.  | 1982  | Ženeva, Švýcarsko           | antuka    | Mats Wilander    | 5–7, 6–4, 4–6           |
| finalista | 9.  | 1982  | Toulouse, Francie           | tvrdý (h) | Yannick Noah     | 3–6, 2–6                |
| finalista | 10. | 1983  | Bournemouth, Velká Británie | antuka    | José Higueras    | 6–2, 6–7, 5–7           |
| vítěz     | 7.  | 1983  | Mnichov, Německo            | antuka    | Joakim Nyström   | 6–0, 6–3, 4–6, 2–6, 7–5 |
| finalista | 11. | 1983  | Gstaad, Švýcarsko           | antuka    | Sandy Mayer      | 0–6, 3–6, 2–6           |
| vítěz     | 8.  | 1983  | Hilversum, Nizozensko       | antuka    | Balázs Taróczy   | 6–4, 6–4                |
| finalista | 12. | 1983  | Stockholm, Švédsko          | tvrdý (h) | Mats Wilander    | 1–6, 5–7                |
| finalista | 13. | 1984  | Madrid, Španělsko           | koberec   | John McEnroe     | 0–6, 4–6                |
| finalista | 14. | 1984  | Lucemburk                   | koberec   | Ivan Lendl       | 4–6, 4–6                |
| finalista | 15. | 1984  | Hilversum, Nizozemsko       | antuka    | Anders Järryd    | 3–6, 3–6, 6–2, 2–6      |
| finalista | 16. | 1984  | Hong Kong                   | tvrdý     | Andrés Gómez     | 3–6, 2–6                |
| vítěz     | 9.  | 1985  | Ženeva, Švýcarsko           | antuka    | Mats Wilander    | 6–4, 6–4                |
| finalista | 17. | 1985  | Toulouse, Francie           | tvrdý (h) | Yannick Noah     | 4–6, 4–6                |
| finalista | 18. | 1987  | Praha, Československo       | antuka    | Marián Vajda     | 1–6, 3–6                |
| finalista | 19. | 1987  | Ženeva, Švýcarsko           | antuka    | Claudio Mezzadri | 4–6, 5–7                |

### Čtyřhra: 102 (56–46)

#### Čtyřhra: 101 (54 výher, 47 proher)
| Legenda                  |
| Grand Slam (2–1)         |
| Tennis Masters Cup (1–2) |
| ATP Masters Series (1–0) |
| Grand Prix (50–44)       |

| Tituly podle povrchu |
| tvrdý (10–4)         |
| antuka (32–28)       |
| tráva (0–0)          |
| koberec (12–15)      |

| Stav      | Č.  | Rok  | Turnaj                      | Povrch    | Spoluhráč         | Finalisté                                | Výsledek                  |
| --------- | --- | ---- | --------------------------- | --------- | ----------------- | ---------------------------------------- | ------------------------- |
| Vítěz     | 1.  | 1978 | Monte Carlo WCT, Monako     | antuka    | Peter Fleming     | Jaime Fillol Ilie Năstase                | 6–4, 7–5                  |
| Finalista | 1.  | 1978 | Nice, Francie               | antuka    | Jan Kodeš         | Patrice Dominguez François Jauffret      | 4–6, 0–6                  |
| Finalista | 2.  | 1978 | Rome, Itálie                | antuka    | Jan Kodeš         | Víctor Pecci Belus Prajoux               | 7–6, 6–7, 1–6             |
| Vítěz     | 2.  | 1978 | Stuttgart Outdoor, Německo  | antuka    | Jan Kodeš         | Carlos Kirmayr Belus Prajoux             | 6–3, 7–6                  |
| Finalista | 3.  | 1978 | Aix-en-Provence, Francie    | antuka    | Jan Kodeš         | Ion Ţiriac Guillermo Vilas               | 6–7, 1–6                  |
| Finalista | 4.  | 1978 | Madrid, Španělsko           | antuka    | Pavel Složil      | Wojtek Fibak Jan Kodeš                   | 7–6, 1–6, 2–6             |
| Finalista | 5.  | 1979 | Milán, Itálie               | antuka    | José Luis Clerc   | Peter Fleming John McEnroe               | 1–6, 3–6                  |
| Finalista | 6.  | 1979 | Nice, Francie               | antuka    | Pavel Složil      | Paul McNamee Peter McNamara              | 1–6, 6–3, 2–6             |
| Vítěz     | 3.  | 1979 | Hamburk, Německo            | antuka    | Jan Kodeš         | Mark Edmondson John Marks                | 6–3, 6–1, 7–6             |
| Vítěz     | 4.  | 1979 | Řím, Itálie                 | antuka    | Peter Fleming     | José Luis Clerc Ilie Năstase             | 4–6, 6–1, 7–5             |
| Finalista | 7.  | 1979 | Indianapolis, USA           | antuka    | Jan Kodeš         | Gene Mayer John McEnroe                  | 4–6, 6–7                  |
| Finalista | 8.  | 1979 | Wembley, V. Británie        | koberec   | Stan Smith        | Peter Fleming John McEnroe               | 2–6, 3–6                  |
| Vítěz     | 5.  | 1979 | Buenos Aires, Argentina     | antuka    | Sherwood Stewart  | Marcos Hocevar João Soares               | 6–1, 7–5                  |
| Finalista | 9.  | 1980 | Memphis, USA                | koberec   | Rod Frawley       | Brian Gottfried John McEnroe             | 3–6, 7–6, 6–7             |
| Vítěz     | 6.  | 1980 | Stuttgart Indoor, Německo   | tvrdý (h) | Wojtek Fibak      | Tim Mayotte Larry Stefanki               | 6–4, 7–6                  |
| Finalista | 10. | 1980 | Vídeň, Rakousko             | antuka    | Pavel Složil      | Gianni Ocleppo Christophe Roger-Vasselin | bez boje                  |
| Finalista | 11. | 1980 | Kolín, Německo              | tvrdý (h) | Jan Kodeš         | Bernard Mitton Andrew Pattison           | 4–6, 1–6                  |
| Finalista | 12. | 1981 | Monte Carlo, Monako         | antuka    | Pavel Složil      | Heinz Günthardt Balázs Taróczy           | 3–6, 3–6                  |
| Finalista | 13. | 1981 | Bournemouth, V. Británie    | antuka    | Buster Mottram    | Ricardo Cano Víctor Pecci                | 4–6, 6–3, 3–6             |
| Finalista | 14. | 1981 | Řím, Itálie                 | antuka    | Bruce Manson      | Hans Gildemeister Andrés Gómez           | 5–7, 2–6                  |
| Finalista | 15. | 1981 | Ženeva, Švýcarsko           | antuka    | Pavel Složil      | Heinz Günthardt Balázs Taróczy           | 4–6, 6–3, 2–6             |
| Finalista | 16. | 1981 | Madrid, Španělsko           | antuka    | Heinz Günthardt   | Hans Gildemeister Andrés Gómez           | 2–6, 6–3, 3–6             |
| Finalista | 17. | 1981 | Bologna, Itálie             | koberec   | Balázs Taróczy    | Sammy Giammalva Jr. Henri Leconte        | 6–7, 4–6                  |
| Finalista | 18. | 1982 | Mexico City WCT, Mexiko     | koberec   | Balázs Taróczy    | Sherwood Stewart Ferdi Taygan            | 4–6, 5–7                  |
| Finalista | 19. | 1982 | Delray Beach WCT, USA       | antuka    | Balázs Taróczy    | Mel Purcell Eliot Teltscher              | 4–6, 6–7                  |
| Vítěz     | 7.  | 1982 | Janov WCT, Itálie           | koberec   | Pavel Složil      | Mike Cahill Buster Mottram               | 6–7, 7–5, 6–3             |
| Vítěz     | 8.  | 1982 | Mnichov WCT, Německo        | koberec   | Mark Edmondson    | Kevin Curren Steve Denton                | 4–6, 7–5, 6–2             |
| Vítěz     | 9.  | 1982 | Madrid, Španělsko           | antuka    | Pavel Složil      | Heinz Günthardt Balázs Taróczy           | 6–1, 3–6, 9–7             |
| Vítěz     | 10. | 1982 | Hamburk, Německo            | antuka    | Pavel Složil      | Anders Järryd Hans Simonsson             | 6–4, 6–3                  |
| Vítěz     | 11. | 1982 | Hilversum, Nizozemsko       | antuka    | Jan Kodeš         | Heinz Günthardt Balázs Taróczy           | 7–6, 6–4                  |
| Vítěz     | 12. | 1982 | Ženeva, Švýcarsko           | antuka    | Pavel Složil      | Carl Limberger Mike Myburg               | 6–4, 6–0                  |
| Vítěz     | 13. | 1982 | Amsterdam, Nizozemsko       | antuka    | Fritz Buehning    | Kevin Curren Buster Mottram              | 4–6, 6–3, 6–0             |
| Vítěz     | 14. | 1982 | Toulouse, Francie           | tvrdý (h) | Pavel Složil      | Jean-Louis Haillet Yannick Noah          | 6–4, 6–4                  |
| Finalista | 20. | 1982 | Wembley, V. Británie        | koberec   | Heinz Günthardt   | Peter Fleming John McEnroe               | 6–7, 4–6                  |
| Vítěz     | 15. | 1982 | Dortmund WCT, Německo       | koberec   | Pavel Složil      | Mike Cahill Franciso González            | 6–2, 6–7, 6–1             |
| Vítěz     | 16. | 1983 | Guarujá, Brazílie           | tvrdý     | Tim Gullikson     | Shlomo Glickstein Van Winitsky           | 5–7, 7–6, 6–3             |
| Vítěz     | 17. | 1983 | Richmond WCT, USA           | koberec   | Pavel Složil      | Fritz Buehning Brian Teacher             | 6–2, 6–4                  |
| Vítěz     | 18. | 1983 | Delray Beach WCT, USA       | antuka    | Pavel Složil      | Anand Amritraž Johan Kriek               | 7–6, 6–4                  |
| Vítěz     | 19. | 1983 | Milán, Itálie               | koberec   | Pavel Složil      | Fritz Buehning Peter Fleming             | 6–2, 5–7, 6–4             |
| Finalista | 21. | 1983 | Houston WCT, USA            | antuka    | Mark Dickson      | Kevin Curren Steve Denton                | 6–7, 7–6, 1–6             |
| Vítěz     | 20. | 1983 | Bournemouth, V. Británie    | antuka    | Sherwood Stewart  | Heinz Günthardt Balázs Taróczy           | 7–6, 7–5                  |
| Finalista | 22. | 1983 | Mnichov, Německo            | antuka    | Anders Järryd     | Chris Lewis Pavel Složil                 | 4–6, 2–6                  |
| Vítěz     | 21. | 1983 | Gstaad, Švýcarsko           | antuka    | Pavel Složil      | Colin Dowdeswell Wojtek Fibak            | 6–7, 6–4, 6–2             |
| Finalista | 23. | 1983 | Stuttgart Outdoor,Německo   | antuka    | Pavel Složil      | Anand Amritraž Mike Bauer                | 6–4, 3–6, 2–6             |
| Finalista | 24. | 1983 | Hilversum, Nizozemsko       | antuka    | Jan Kodeš         | Heinz Günthardt Balázs Taróczy           | 6–3, 2–6, 3–6             |
| Vítěz     | 22. | 1983 | Basilej, Švýcarsko          | tvrdý (h) | Pavel Složil      | Stefan Edberg Florin Segărceanu          | 6–1, 3–6, 7–6             |
| Finalista | 25. | 1984 | Masters Doubles WCT, Londýn | koberec   | Pavel Složil      | Anders Järryd Hans Simonsson             | 6–1, 3–6, 6–3, 4–6, 3–6   |
| Finalista | 26. | 1984 | Memphis, USA                | koberec   | Heinz Günthardt   | Fritz Buehning Peter Fleming             | 3–6, 0–6                  |
| Vítěz     | 23. | 1984 | Milán, Itálie               | koberec   | Pavel Složil      | Kevin Curren Steve Denton                | 6–4, 6–3                  |
| Vítěz     | 24. | 1984 | Lucemburk                   | koberec   | Anders Järryd     | Mark Edmondson Sherwood Stewart          | 6–3, 7–5                  |
| Finalista | 27. | 1984 | French Open, Paříž          | antuka    | Pavel Složil      | Henri Leconte Yannick Noah               | 4–6, 6–2, 6–3, 3–6, 2–6   |
| Vítěz     | 25. | 1984 | Hilversum, Nizozemsko       | antuka    | Anders Järryd     | Broderick Dyke Michael Fancutt           | 6–4, 5–7, 7–6             |
| Vítěz     | 26. | 1984 | North Conway, USA           | antuka    | Brian Gottfried   | Cassio Motta Blaine Willenborg           | 6–4, 6–2                  |
| Vítěz     | 27. | 1984 | U.S. Open, New York         | tvrdý     | John Fitzgerald   | Stefan Edberg Anders Järryd              | 7–6, 6–3, 6–3             |
| Vítěz     | 28. | 1984 | Palermo, Itálie             | antuka    | Blaine Willenborg | Adriano Panatta Henrik Sundström         | 6–7, 6–3, 6–0             |
| Finalista | 28. | 1984 | Ženeva, Švýcarsko           | antuka    | Libor Pimek       | Michael Mortensen Mats Wilander          | 1–6, 6–3, 5–7             |
| Vítěz     | 29. | 1984 | Barcelona, Španělsko        | antuka    | Pavel Složil      | Martín Jaite Víctor Pecci                | 6–2, 6–0                  |
| Vítěz     | 30. | 1984 | Basilej, Švýcarsko          | tvrdý (h) | Pavel Složil      | Stefan Edberg Tim Wilkison               | 7–6, 6–2                  |
| Vítěz     | 31. | 1984 | Stockholm, Sweden           | tvrdý (h) | Henri Leconte     | Vidžaj Amritraž Ilie Năstase             | 3–6, 7–6, 6–4             |
| Finalista | 29. | 1984 | Wembley, V. Británie        | koberec   | Pavel Složil      | Andrés Gómez Ivan Lendl                  | 2–6, 2–6                  |
| Finalista | 30. | 1984 | Masters, New York           | koberec   | Pavel Složil      | Peter Fleming John McEnroe               | 2–6, 2–6                  |
| Vítěz     | 32. | 1985 | Memphis, USA                | koberec   | Pavel Složil      | Kevin Curren Steve Denton                | 1–6, 6–3, 6–4             |
| Vítěz     | 33. | 1985 | Rotterdam, Nizozemsko       | koberec   | Pavel Složil      | Vitas Gerulaitis Paul McNamee            | 6–4, 6–4                  |
| Vítěz     | 34. | 1985 | Monte Carlo, Monako         | antuka    | Pavel Složil      | Shlomo Glickstein Šachar Perkiss         | 6–2, 6–3                  |
| Finalista | 31. | 1985 | Atlanta, USA                | koberec   | Steve Denton      | Paul Annacone Christo van Rensburg       | 4–6, 3–6                  |
| Vítěz     | 35. | 1985 | Gstaad, Švýcarsko           | antuka    | Wojtek Fibak      | Brad Drewett Mark Edmondson              | 6–7, 6–4, 6–4             |
| Vítěz     | 36. | 1985 | Stuttgart, Německo          | antuka    | Ivan Lendl        | Andy Kohlberg João Soares                | 3–6, 6–4, 6–2             |
| Finalista | 32. | 1985 | Toulouse, Francie           | tvrdý (h) | Pavel Složil      | Ricardo Acuña Jakob Hlasek               | 6–3, 2–6, 7–9             |
| Finalista | 33. | 1985 | Hong Kong                   | tvrdý     | Jakob Hlasek      | Brad Drewett Kim Warwick                 | 3–6, 6–4, 2–6             |
| Finalista | 34. | 1986 | Brusel, Belgie              | koberec   | John Fitzgerald   | Boris Becker Slobodan Živojinović        | 6–7, 5–7                  |
| Vítěz     | 37. | 1986 | Bari, Itálie                | antuka    | Gary Donnelly     | Sergio Casal Emilio Sánchez              | 2–6, 6–4, 6–4             |
| Vítěz     | 38. | 1986 | French Open, Paříž          | antuka    | John Fitzgerald   | Stefan Edberg Anders Järryd              | 6–3, 4–6, 6–3, 6–7, 14–12 |
| Vítěz     | 39. | 1986 | Hilversum, Nizozemsko       | antuka    | Miloslav Mečíř    | Tom Nijssen Johan Vekemans               | 6–4, 6–2                  |
| Vítěz     | 40. | 1986 | Kitzbühel, Rakousko         | antuka    | Heinz Günthardt   | Hans Gildemeister Andrés Gómez           | 4–6, 6–3, 7–6             |
| Vítěz     | 41. | 1986 | Toulouse, Francie           | tvrdý (h) | Miloslav Mečíř    | Jakob Hlasek Pavel Složil                | 6–2, 3–6, 6–4             |
| Finalista | 35. | 1986 | Basilej, Švýcarsko          | tvrdý (h) | Jan Gunnarsson    | Guy Forget Yannick Noah                  | 6–7, 4–6                  |
| Vítěz     | 42. | 1987 | Hamburk, Německo            | antuka    | Miloslav Mečíř    | Claudio Mezzadri Jim Pugh                | 4–6, 7–6, 6–2             |
| Finalista | 36. | 1987 | Řým, Itálie                 | antuka    | Miloslav Mečíř    | Guy Forget Yannick Noah                  | 2–6, 7–6, 3–6             |
| Vítěz     | 43. | 1987 | Gstaad, Švýcarsko           | antuka    | Jan Gunnarsson    | Loic Courteau Guy Forget                 | 7–6, 6–2                  |
| Finalista | 37. | 1987 | Kitzbühel, Rakousko         | antuka    | Miloslav Mečíř    | Sergio Casal Emilio Sánchez              | 6–7, 6–7                  |
| Vítěz     | 44. | 1987 | Praha, Československo       | antuka    | Miloslav Mečíř    | Stanislav Birner Jaroslav Navrátil       | 6–3, 6–7, 6–3             |
| Vítěz     | 45. | 1987 | Barcelona, Španělsko        | antuka    | Miloslav Mečíř    | Javier Frana Christian Miniussi          | 6–1, 6–2                  |
| Finalista | 38. | 1987 | Palermo, Itálie             | antuka    | Petr Korda        | Leonardo Lavalle Claudio Panatta         | 6–3, 4–6, 4–6             |
| Vítěz     | 46. | 1987 | Basilej, Švýcarsko          | tvrdý (h) | Anders Järryd     | Stanislav Birner Jaroslav Navrátil       | 6–4, 6–3                  |
| Vítěz     | 47. | 1987 | Wembley, V. Británie        | koberec   | Miloslav Mečíř    | Ken Flach Robert Seguso                  | 7–5, 6–4                  |
| Vítěz     | 48. | 1987 | Masters Doubles, Londýn     | koberec   | Miloslav Mečíř    | Ken Flach Robert Seguso                  | 6–4, 7–5, 6–7, 6–3        |
| Finalista | 39. | 1988 | Milán, Itálie               | koberec   | Miloslav Mečíř    | Boris Becker Eric Jelen                  | 3–6, 3–6                  |
| Finalista | 40. | 1988 | Rome, Itálie                | antuka    | Anders Järryd     | Jorge Lozano Todd Witsken                | 3–6, 3–6                  |
| Vítěz     | 49. | 1988 | GŽeneva, Švýcarsko          | antuka    | Mansour Bahrami   | Gustavo Luza Guillermo Pérez-Roldán      | 6–4, 6–3                  |
| Vítěz     | 50. | 1988 | Basilej, Švýcarsko          | tvrdý (h) | Jakob Hlasek      | Jeremy Bates Peter Lundgren              | 6–3, 6–1                  |
| Finalista | 41. | 1988 | Vídeň, Rakousko             | koberec   | Kevin Curren      | Alex Antonitsch Balázs Taróczy           | 6–4, 3–6, 6–7             |
| Finalista | 42. | 1988 | Brusel, Belgie              | koberec   | John Fitzgerald   | Wally Masur Tom Nijssen                  | 5–7, 6–7                  |
| Vítěz     | 51. | 1989 | Atény, Řecko                | antuka    | Claudio Panatta   | Gustavo Giussani Gerardo Mirad           | 6–3, 6–2                  |
| Vítěz     | 52. | 1989 | Monte Carlo, Monako         | antuka    | Mark Woodforde    | Paolo Canè Diego Nargiso                 | 1–6, 6–4, 6–2             |
| Vítěz     | 53. | 1989 | Stuttgart, Německo          | antuka    | Petr Korda        | Florin Segărceanu Cyril Suk              | 6–3, 6–4                  |
| Finalista | 43. | 1989 | Kitzbühel, Rakousko         | antuka    | Petr Korda        | Emilio Sánchez Javier Sánchez            | 5–7, 6–7                  |
| Finalista | 44. | 1989 | Praha,                      | antuka    | Petr Korda        | Jordi Arrese Horst Skoff                 | 4–6, 4–6                  |
| Finalista | 45. | 1989 | Madrid, Španělsko           | antuka    | Francisco Clavet  | Carlos Costa Tomás Carbonell             | 5–7, 3–6                  |
| Finalista | 46. | 1989 | Barcelona, Španělsko        | antuka    | Sergio Casal      | Gustavo Luza Christian Miniussi          | 3–6, 3–6                  |
| Vítěz     | 54. | 1990 | Monte Carlo, Monako         | antuka    | Petr Korda        | Andrés Gómez Javier Sánchez              | 6–4, 7–6                  |
| Finalista | 47. | 1990 | Mnichov, Německo            | antuka    | Petr Korda        | Udo Riglewski Michael Stich              | 1–6, 4–6                  |

|}

### Postavení v konečném světovém žebříčku

#### Dvouhra
| Rok    | 1976 | 1977  | 1978  | 1979  | 1980  | 1982  | 1983  | 1984  | 1985  | 1986  | 1987  | 1988   | 1989   |
| Pořadí | 156. | ▲ 67. | ▲ 36. | ▲ 27. | ▲ 23. | ▼ 25. | ▲ 17. | ▲ 16. | ▼ 19. | ▼ 54. | ▲ 31. | ▼ 115. | ▼ 453. |

#### Čtyřhra
| Rok    | 1979 | 1980 | 1982  | 1983  | 1984 | 1985  | 1986  | 1987  | 1988  | 1989  | 1990  | 1991   | 1992    | 1993    |
| Pořadí | 21.  | ▲ 7. | ▼ 22. | ▲ 17. | ▲ 1. | ▼ 12. | ▼ 14. | ▲ 13. | ▼ 27. | ▲ 23. | ▼ 35. | ▼ 163. | ▲ 1030. | ▼ 1074. |